# Liste des seigneurs de Vierzon

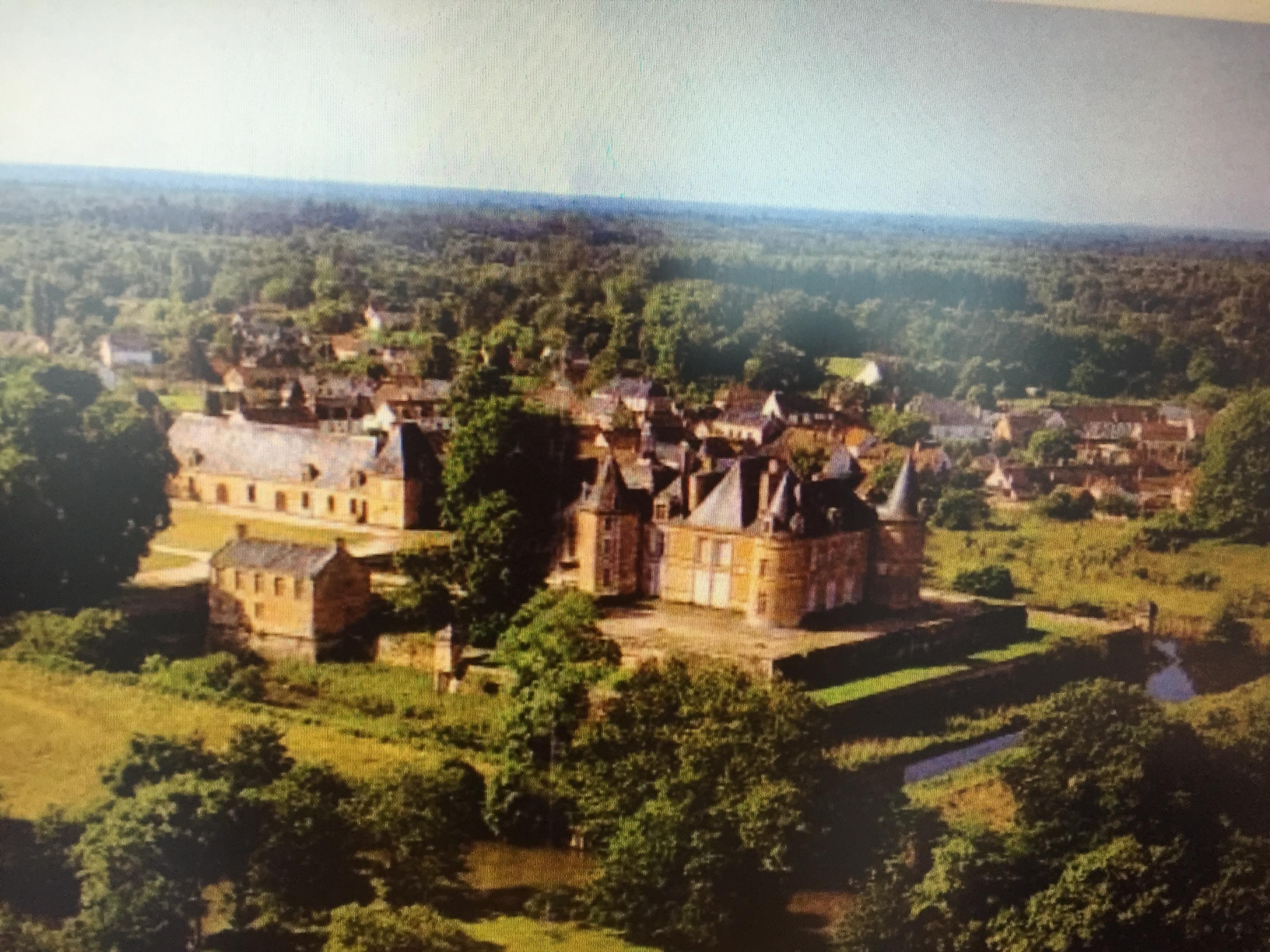
Le château de La Ferté-Imbault, construit par Humbaud Ier le Tortu, seigneur de Vierzon, est resté dans la Maison de Vierzon pendant plusieurs siècles. Le château, ancienne forteresse, fut reconstruit aux, mais les douves et certaines parties sont d'origine.

Liste des seigneurs de Vierzon

## Maison de Vierzon et de Brabant
- vers 781, Centulphe, seigneur de Vierzon.
- Ambran (ou Ambranus), seigneur de Vierzon.
- Thibaud l'Ancien ( -940), seigneur de Vierzon après 920.
- Thibaut Ier le Tricheur (vers 910-977), seigneur de Vierzon.
- vers la fin du Xe siècle, Eudes Ier (vers 950-996/997), fils de Thibaut Ier, prit également le titre de seigneur de Vierzon.

## Maison de Vierzon
- vers 981 : Humbaud Ier le Tortu, seigneur de Vierzon, qui construit le château fort de La Ferté-Imbault, et est à l'origine du nom de ce village. La famille de Vierzon possède aussi Celles/Selles-sur-Cher (seigneurie partagée avec les Donzy), Lury et Mennetou-sur-Cher.
- vers 1000-† ap. 1040 : Humbaud II le Riche, fils de Humbaud Ier, seigneur de Vierzon. Son frère Geoffroi (Ier), co-sire de Vierzon et de Celles (1re moitié du XIe siècle, † ap. 1030), devient aussi seigneur de Mehun-sur-Yèvre par son mariage vers 1025 avec Béatrix, fille d'Étienne de Mehun (fl. 1005) et d'Amilis : ils ont pour enfants Arnoul Ier (qui fait la suite des sires de Vierzon ci-après), Humbert/Humbaud (qui continue les sires de Mehun et de Selles-sur-Cher, ci-dessous), Robert, Guillaume, Geoffroy, et Adèle.
- vers 1025-† vers 1082/1095 : Arnoul Ier, fils de Geoffroy Ier de Mehun et neveu de Humbaud II le Riche, seigneur de Vierzon, mari de Bertalde.
- vers 1067-† av. 1108 : Geoffroy II (ou Ier), fils d'Arnoul Ier, seigneur de Vierzon.
- 1108-1142 : Arnoul II, son fils ; mari de Berte ?, il a pour frères Humbaud (à moins que ce ne soit le frère de Geoffroi II ou de Geoffroi III ?), Hervé et Robert.
- 1142-1144 : Geoffroi III (ou II), son fils.
- 1144-1184 : Hervé Ier, son fils ; mari d'Aénor de La Ferté-Imbault (de la seigneurie de La Ferté-Imbault dépendaient Salbris, Nançay, Neuvy, Souesmes, Theillay).
- 1184-1197 : Guillaume Ier, son fils.
- 1197-1219 : Hervé II († à Damiette en 1218/1219), frère puîné de Guillaume ; époux vers 1210 de Marie de Dampierre-Bourbon (remariée vers 1221 à Henri Ier de Sully). 
  - Selon La Thaumassière[2], les sœurs de Guillaume Ier et d'Hervé II sont : Hersende († ap. 1226 ; femme de Guillaume II de Linières, elle lui apporterait Pruniers : Pruniers ou Pruniers ?, Mennetou, La Ferté-Gilbert) ; Mahaut/Mathilde († av. 1237 ; x Raoul de La Châtre : parents d'Hervé de La Châtre et de Philippe, chanoine de Bourges) ; Alix/Marie († av. 1209 ou vers 1245/1248 ; elle convole peut-être avec 1° 1228 Gautier III de Villebéon, puis 2° vers 1240 Gérard III de Picquigny, vidame d'Amiens ; pour les sites MedLands et Geneanet, elle serait la sœur de Guillaume II et non sa tante) ; et Marguerite de Vierzon († ap. 1237 ; dame de Pruniers).
- 1219-1252 : Guillaume II († vers 1250-1252), fils d'Hervé II ; époux ap. 1234[3] de Blanche, dame de Cézy, fille de Guillaume de Joigny et veuve de Guillaume Ier de Chauvigny-Châteauroux, d'où : 
  - Hervé/Guillaume (III) († jeune) ; et semble-t-il Marie de Vierzon († ap. 1283), dame de Souesmes, Nançay et Menetou-Salon (Menetou-Salon relevait de la seigneurie de Mehun et les Vierzon avait hérité de cette suzeraineté), femme en 1259 de Jean Ier de Sancerre.
- 1252-1270 : Hervé III (ou IV), frère cadet de Guillaume II (ou, selon les sites MedLands et Geneanet, son fils, donc un frère de Guillaume (III) et Marie ci-dessus), épouse vers 1261 Jeanne de Brenne, dame de Mézières et de Rochecorbon, fille de Guillaume de Brenne. 
  - Guillaume II et Hervé III ont dans leur fratrie (s'ils sont bien frères) : Girard prieur de Levroux ; le chevalier Thibaud ; Alix ; et Ogande de Vierzon.
- Jeanne de Vierzon († av. 1296), fille de Hervé III, épouse vers 1277 Godefroy de Brabant d'Aerschot († 1302 à Courtrai), fils du duc de Brabant Henri III.

## Maison de Brabant
- 1277-1302 : Godefroy de Brabant d'Aerschot, tué en 1302 à Courtrai, seigneur de Vierzon, Lury, La Ferté-Imbault, Mennetou-sur-Cher, Mézières-en-Brenne et Rochecorbon par son union avec Jeanne de Vierzon ci-dessus. 
  - enfants de Godefroy de Brabant et Jeanne de Vierzon n'ayant pas succédé à Vierzon : - Jean (1281-† 1302 à Courtrai avec son père) ; - Alix († 1315), dame de Mézières, Aerschot et La Ferté-Imbault, mariée en 1302 à Jean III, seigneur d'Harcourt († 1329) : Postérité ; - Blanche, dame de Rochecorbon et de Mennetou († 1329), mariée à Jean Berthout († 1304), avoué et seigneur de Malines, puis en 1307 à Jean Ier († 1332), vicomte de Thouars, avec postérité ; - Marguerite et Jeanne, nonnes à Longchamp.
  - 1302-1332 : Marie de Brabant, dame de Vierzon et de Lury, sœur des précédents, fille de Godefroy de Brabant d'Aerschot et Jeanne de Vierzon, morte en 1330/1332, épouse Walram comtes de Juliers, † 1297, sans postérité survivante, et :
  - Isabelle/Elisabeth de Brabant, † 1350, leur sœur, dame de Vierzon et de Lury après Marie, épouse Gérard V de Juliers (frère de Walram), † 1329, d'où : 
    - 1332-1361 : Guillaume V, duc de Juliers, fils de Gérard V et d'Isabelle, prit également le titre de seigneur de Vierzon.
      - 1361 : Guillaume VI de Juliers, fils puîné de Guillaume V, céda Vierzon au roi de France Jean le Bon (et Charles V lui confisqua Lury en 1378).

La Thaumassière signale comme seigneurs engagistes : 
- dès 1359, le chevalier Hutin de Vermeilles, époux de Marguerite de Bourbon en 1346, † vers 1390/1391, est dit seigneur de Vierzon (Livre des Cent Ballades : lire en ligne) ;
- Renaud de Chartres, chancelier et cardinal-archevêque de Reims (le 7 août 1425, par cession du roi Charles VII), qui donna à sa nièce Isabeau de Chartres, femme d'Antoine de Lévis de Vauvert, vicomte de Lautrec.
- Antoine de Lévis voulut vendre au duc Jean II de Bourbon en 1463, mais Louis XI l'en empêcha et reprit Vierzon en 1465, pour l'échanger temporairement, contre Ré et Marans, avec Marguerite d'Amboise, femme de Louis de La Trémoïlle. Puis Vierzon revint à la Couronne, toujours sous Louis XI († 1483).

## La branche de Mehun-sur-Yèvre
Humbert/Humbaud de Mehun et Celles/Selles-sur-Cher ci-dessus a pour fils Raoul Ier, Gimon Ier, Sulpice et Guillaume de Mehun. Gimon Ier a pour fils Humbaud II, père lui-même de Gimon II et de Guillaume, seigneur de Celles-sur-Cher. Gimon II enfante Raoul II (fin du XIIe siècle) et Philippe Ier de Mehun, 
- dont la fille Mahaut/Mathilde porte les seigneuries de Mehun et Selle-sur-Cher à ses maris - Jean III de Beaugency, puis - Robert Ier de Courtenay-Champignelles (1168-1239 ; ∞ vers 1215/1218 ; petit-fils du roi Louis VI, fils cadet de Pierre de France et d'Elisabeth de Courtenay, bouteiller de France, seigneur de Champignelles, Charny, Château-Renard en partie, Chantecoq, Conches).
  - Le fils aîné de Robert et Mahaut, Pierre Ier de Courtenay-(Champignelles) († 1250 à Mansourah), seigneur de Conches, Mehun, Selles et Chantecoq, épouse Pétronille, fille de Gaucher/Gautier de Joigny sire de Châteaurenard et d'Amicie de Montfort, fille de Simon IV comte de Montfort : 
    - d'où Amicie de Courtenay qui transmet Mehun et Conches à son époux Robert II d'Artois (1250-1302), marié en 1262. Leur petit-fils, le fameux Robert III d'Artois (1287-1342), comte de Beaumont, voit ses biens saisis en 1332. Mehun passe alors à la Couronne...,

  - alors que Selles-sur-Cher va aux Chalon (-Auxerre-Tonnerre) (Isabelle de Courtenay-Champignelles, sœur de Pierre Ier et tante d'Amicie de Courtenay, étant la deuxième femme de Jean le Sage ou l'Antique, comte-régent de Bourgogne, comte de Chalon et sire de Salins : parents de Jean Ier de Chalon, comte d'Auxerre, dont le petit-fils Jean II de Chalon sera aussi comte de Tonnerre ; les Chalon-Auxerre-Tonnerre avaient aussi hérité de St-Aignan).